# Парасельські острови
Парасельські острови (Парацельські острови) — архіпелаг у Південнокитайському морі Тихого океану. Складається з більш ніж зі 130 невеликих коралових островів, рифів і банок, розкиданих на площі у майже 15 000 км². Острови поділяються на дві основні групи: Амфітрайт, що включає 6 низовинних вузьких острівців із піщаними обмілинами, мілководними лагунами і рифами, та Кресент, яка являє собою 8 островів, розташованих у формі півмісяця з глибокою лагуною посередині. Окремо від цих двох груп розташовані острови Лінкольн і Трайтон, а також декілька скель, рифів і банок. Парасельські острови знаходяться за 230 км на південь від китайського острова Хайнань і за 200 км на схід від В'єтнаму, а також у 37 милях на захід від Головного морського шляху. Географічні координати: 16°30' пн.ш., 112°00' сх.д.
Острови є спірною територією між Китайською Народною Республікою, Республікою Китай (Тайванем) і В'єтнамом. Фактично контролюються КНР після одноденної битви за Парасельські острови у 1974 році. До недавнього часу постійне населення тут було відсутнє (за винятком нечисленних гарнізонів КНР). Острови були частково відкриті для відвідування починаючи з 1997 року, сьогодні на острові Вуді функціонують Музей ВМС і Морський музей, а також злітно-посадкова смуга. У планах КНР побудувати завод з опріснення морської води, що працюватиме на сонячній енергії. У липні 2012 року владою КНР на Вуді було офіційно засновано місто Саньша. При цьому на острові немає джерел прісної води, а все необхідне для життя доставляють з континенту.
Парасельські острови залишаються прихованим джерелом напруги в Азійсько-Тихоокеанському регіоні. Їх значущість полягає у стратегічно важливому розташуванні та багатій на вуглеводні області шельфу. У березні 2013 року Ханой звинуватив китайців в обстрілі в'єтнамського рибальського човна недалеко від Парасельських островів.
Архіпелаг фігурує місцем бойових дій для карти «Шторм на Параселах» (Paracel Storm) у комп'ютерній грі Battlefield 4.